# Ririkumutima
Mwamikazi Nidi Ririkumutima Bizima Bitazimiza Mwezi a été reine consort du Burundi et la régente du royaume du Burundi, de 1908 à sa mort en juillet 1917, et a dû faire face aux dissensions internes et aux forces militaires colonisatrices allemandes puis belges.

## Biographie
Ririkumutima est née au milieu du XIXe siècle dans le royaume du Burundi, au sein du clan Watussi Munyakarama. Elle devient l'une des treize épouses de Mwezi Gisabo (ca. 1850 - 1908), roi du Burundi, et donne naissance à plusieurs filles et fils.
« Aucune femme n’aura autant marqué l’histoire du Burundi que l’ingénieuse Ririkumutima ». Il est vrai que cette femme de pouvoir réussit à s’emparer de l’autorité royale qui semblait lui échapper, à un moment crucial pour l’histoire du royaume du Burundi. Le roi Mwezi meurt en 1908, après avoir réussi à maintenir son trône face aux troupes colonisatrices allemandes. Ririkumutima tient à ce que la succession royale revienne à l'un de ses fils. Consciente qu'une autre épouse, Ntibahinya, gagne en faveur auprès du conseil des anciens décidant traditionnellement de la succession et que le trône va sans doute passer au fils de Ntibahinya, Mbikije, Ririkumutima intrigue et organise l'assassinat de Ntibahinya. Elle se présente ensuite comme la mère de Mbukije et la reine mère légitime. Elle parvient à s’imposer comme régente, à la fois pendant le règne de Mbukije (qui règne sous le nom de Mutaga IV) jusqu’à la mort de celui-ci en 1915 , et pendant le début du règne suivant de Mwambutsa IV.
Cette régence était exercée avec l'oncle du roi, Ntarurega, frère de l’ex-roi Mwezi. Mais le rôle de la reine mère (mugabekazi) était hautement vénéré dans la société burundaise. Ses autres fils deviennent d'importants chefs dans l'aristocratie locale.
Bien que le Burundi soit devenue une colonie allemande dans le cadre du découpage de l’Afrique entre puissances coloniales lors de la conférence de Berlin à la fin du XIXe siècle, cette puissance coloniale a laissé une certaine latitude aux rois du Burundi et n'a pas complètement mise sous contrôle la région. Profitant des dissensions internes à ce royaume, ce pouvoir allemand a cherché à fragmenter ce royaume. Mais le déclenchement de la Première Guerre mondiale en Europe modifie également les équilibres. Avec la mort de Mutaga IV en 1915, Ririkumutima intrigue à nouveau, élimine les autres prétendants et choisit de s'allier aux Allemands, tandis que Ntarurega soutient les visées des forces belges. En 1916, pendant la Première Guerre mondiale, la force allemande se trouve amoindrie et mobilisée en priorité sur le front occidental. Les troupes belges, s’appuyant également sur le Congo belge et sur des effectifs africains issus de ce territoire, envahissent avec violence ce territoire colonial allemand, le Ruanda-Urundi.
Son pouvoir perdure jusqu'en 1917, date à laquelle elle meurt, dans des circonstances mal expliquées, peut-être par strangulation. La mort de Ririkumutima, à Gitega le 28 juillet 1917, favorise le triomphe des forces colonisatrices belges et de ses ennemis à la cour. Elle est enterrée dans la forêt sacrée de Mpotsa, avec les autres reines-mères du Burundi.